# Mares de China
Mares de China es una película estadounidense de 1935, del género aventura, dirigida por Tay Garnett y protagonizada por Clark Gable, Jean Harlow, Wallace Beery y Rosalind Russell.

## Sinopsis
Una nave al mando del capitán Alan Gaskell (Clark Gable) parte desde Hong Kong con destino a Singapur llevando una carga de oro. Entre los pasajeros viajan dos exnovias del capitán, China Doll (Jean Harlow) y Sybil (Rosalind Russell) provenientes de distintos ambientes sociales, que pronto entran en conflicto. Una conspiración para robar el oro incluye a modernos piratas y uno de los tripulantes. Un tifón y el asalto de los piratas desencadenan la acción.
- Datos: Q319147
- Multimedia: China Seas (1935 film) / Q319147